# Harry Stockwell

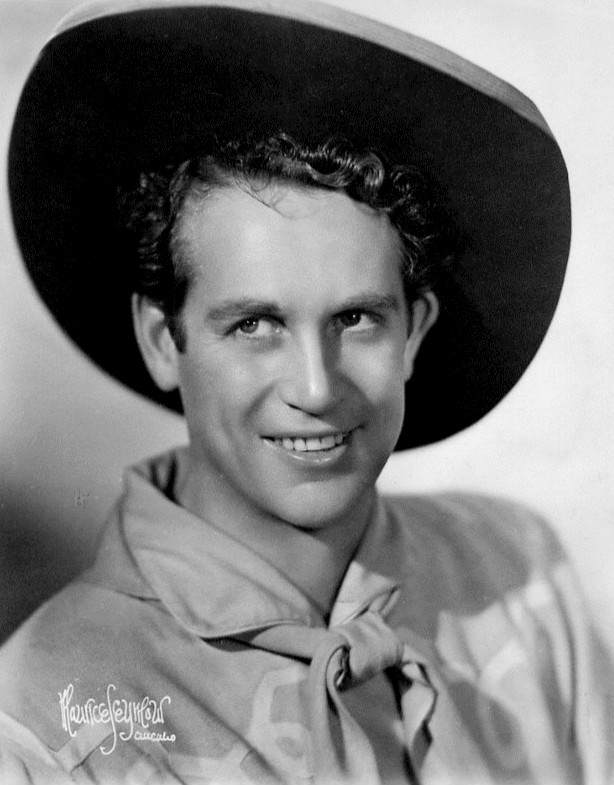
Harry Stockwell, 1945.

Harry Bayless Stockwell, född 27 april 1902 i Kansas City, Missouri, död 19 juli 1984 i New York City, New York, var en amerikansk skådespelare och sångare.
Stockwell gjorde sin filmdebut i filmen Strike Up the Band från 1935. Han har också sjungit som prinsen i Snövit och de sju dvärgarna (1937). Stockwell var också en känd Broadwayartist. År 1943 efterträdde han Alfred Drake som "Curly", huvudrollen i Broadway-uppsättningen av Oklahoma!. Han stannade kvar i rollen fram till 1948.
Harry Stockwell var gift med skådespelerskan Nina Olivette och var far till skådespelarna Guy Stockwell och Dean Stockwell.